# يو إف سي ليلة القتال: إيمافوف ضد بورالهو
يو إف سي ليلة القتال: إيمافوف ضد بورالهو (بالإنجليزية: UFC Fight Night: Imavov vs. Borralho) (المعروف أيضًا باسم يو إف سي ليلة القتال 258 ويو إف سي على إي إس بي إن+ 116) هو حدث قادم لفنون القتال المختلطة ستُنظمته يو إف سي، وسيُقام في 6 سبتمبر 2025، في أكورهوتيل أرينا في باريس، فرنسا.

## الخلفية
سيمثل هذا الحدث الزيارة السنوية الرابعة على التوالي للمنظمة إلى باريس والأولى منذ حدث يو إف سي ليلة القتال: مويكانو ضد سان دوني في سبتمبر 2024.
ومن المقرر أن يُقام نزال في الوزن المتوسط بين نصر الدين إيمافوف وكايو بورالهو في الحدث.